# Marseille Provence repülőtér
A Marseille Provence repülőtér (IATA: MRS, ICAO: LFML) nemzetközi repülőtér Franciaországban, Marseille közelében. Éves utasforgalma 9 148 306 fő (2022).

## Forgalom
Az utasforgalom az elmúlt években az alábbi módon változott:
| Utasok száma | 3 747 000 | 4 010 000 | 4 674 000 | 4 874 000 | 5 912 000 | 5 604 934 | 6 809 922 | 8 212 345 | 9 002 086 | 9 148 306 |
|              | 1980      | 1986      | 1990      | 1995      | 1999      | 2004      | 2008      | 2013      | 2017      | 2022      |

## Futópályák
A repülőtér futópályái:
- 13L/31R (3500 m, 45 m, cement)
- 13R/31L (2370 m, 45 m, cement)

## Kiszolgált repülőterek

### Teher
| Légitársaság                                  | Célállomások                                            |
| --------------------------------------------- | ------------------------------------------------------- |
| ASL Airlines Belgium                          | Paris–Charles de Gaulle                                 |
| ASL Airlines France                           | Ajaccio, Bastia, Nizza, Paris–Charles de Gaulle, Rennes |
| DHL Aviation                                  | Brüsszel, Lipcse/Halle, Málta, Nizza                    |
| FedEx Feeder üzemeltető: ASL Airlines Ireland | Lyon, Paris–Charles de Gaulle                           |
| United Parcel Service üzemeltető: Star Air    | Köln/Bonn                                               |